# Dag Stiernspetz
Dag Inge Stiernspetz, född den 21 augusti 1909 i Östersund, död den 26 november 2005 i Stockholm, var en svensk militär. Han var kusin till Yngve Stiernspetz.
Stiernspetz blev fänrik vid Jämtlands fältjägarregemente 1931, löjtnant 1935 och till kapten 1941, vid generalstabskåren 1945. Han var biträdande militärattaché i Paris 1937–1938, genomgick Krigshögskolan 1941–1943 och tjänstgjorde i etiopiska armén 1946–1949. Stiernspetz befordrades till major vid Norrbottens regemente 1949, i försvarsstaben 1952, till överstelöjtnant 1956, vid Hälsinge regemente 1960, och till överste i armén 1965. Han var militärattaché i Paris och Bern 1956–1960 och militär rådgivare vid Sveriges ständiga representation vid Förenta nationerna i New York 1961–1965. Stiernspetz blev riddare av Svärdsorden 1950. Han vilar på Djursholms begravningsplats.